# Ernest Bersot
Pour les articles homonymes, voir Bersot.
Ernest Bersot, de son vrai nom Pierre-Aimé Bersot, né le 22 août 1816 à Surgères (Charente-Maritime) et mort le 1er février 1880  à Paris, est un philosophe moraliste et un journaliste français. 
Normalien, agrégé de philosophie (1839), membre de l'Institut, il est directeur de l'École normale supérieure de 1871 à sa mort.

## Biographie

### Origines familiales et formation
Fils d'un père suisse et d'une mère française, il a, en vertu du Code Napoléon, la nationalité de son père (il sera naturalisé en 1848).
Il fait ses études secondaires au lycée de Bordeaux, puis entre en 1836 à l'École normale supérieure, où il a pour professeurs notamment Désiré Nisard et Jules Simon. Il est reçu à l'agrégation de philosophie en 1839.

### Carrière: de l'agrégation au début du Second Empire (1839-1852)
Il est d'abord nommé professeur de philosophie au collège royal de Rennes, puis professeur suppléant à Paris. 
En 1840, il devient secrétaire de Victor Cousin (1792-1867), ministre de l'Instruction publique de mars à octobre. 
Il est ensuite professeur de philosophie au collège royal de Bordeaux, où ses opinions libérales suscitent quelques conflit avec le clergé[réf. nécessaire]. 
Il est nommé professeur à la faculté des lettres de Dijon en 1843, puis au collège royal de Versailles en 1846.

### Sous le Second Empire
En 1852, ayant refusé de prêter le serment exigé des fonctionnaires à la suite du coup d'État du président élu en 1848, Louis Napoléon Bonaparte (2 décembre 1851), il est considéré comme démissionnaire et contraint de quitter l’enseignement. 
Il continue d'habiter à Versailles, donnant des cours particuliers et collaborant à différents journaux. En 1859, il entre au Journal des débats, dont Saint-Marc Girardin lui confie la critique philosophique et littéraire. 
Ses livres et articles lui valent d'être élu membre de l'Académie des sciences morales et politiques en 1866.

### Sous la Troisième République
En 1871, après la chute du Second Empire (4 septembre 1870), il est nommé directeur de l'École normale supérieure. 
Il devient membre du Conseil supérieur de l'Instruction publique en 1875 et président de l'Institut de France en 1876.

### Mort et funérailles
Il meurt prématurément d'un cancer de la face[réf. nécessaire].

## Jugements sur Ernest Bersot

### Paul Janet
- Le philosophe

« Comme philosophe, M. E. Bersot appartient à la grande école de ceux qui n'ont pas d'école : comme les Montaigne, les Vauvenargues, les Joubert, les Sainte-Beuve, M. Bersot a des opinions, il n'a pas de système. Il a des goûts et des préférences, mais il repousse la formule ; il en a horreur. Pour lui, philosopher, c'est penser et penser librement. C'est jeter en courant une vue personnelle et perçante sur la vie, les hommes et les choses humaines. Il est à la fois moraliste et psychologue : son livre sur Mesmer est un chapitre achevé sur la psychologie du merveilleux, qui est elle-même une partie d'une autre psychologie nouvelle, très à la mode depuis quelque temps, la psychologie de l'inconscient. »

- Le directeur de l'École normale

« Comme directeur de l'École normale, dans les discours de rentrée solennelle, en présence du ministre et des élèves, M. Bersot émet des principes de gouvernement qui pourraient avoir des applications plus étendues et s'appliquer plus haut. Nos hommes d'État devraient venir apprendre la politique à l'École normale ; ils y verraient appliquer l'art de rendre l'innovation douce et la conservation large, de marier la discipline et la liberté, l'ancien et le nouveau. C'est ainsi qu'il explique dans la perfection comment on entend à l'École normale l'histoire, la philosophie et les lettres, comment dans chacune de ces branches, on peut introduire un esprit nouveau sans rien compromettre d'essentiel et sans sacrifier nos meilleures traditions. »

### Raymond Thamin
- Le journaliste

« Bersot pratiquait le journalisme d'une façon peu commune, et qui le devient de moins en moins : l'article était longuement préparé ; et sa simplicité savante, sa parfaite mesure, le trait dégagé prestement, mais sans fracas, tout cela était l'effet d'un art qui ne s'improvisait guère, et qui réussisait à mettre d'accord ce qu'il y avait, dans la nature de Bersot, de malice et de bienveillance, d'ironie et d'émotion. »

## Principales publications
- Doctrine de saint Augustin sur la liberté et la Providence (1843)
- Du spiritualisme et de la nature (1846)
- Études sur le XVIIIe siècle (2 volumes :  I. Étude générale II. Études particulières. Voltaire, Rousseau, Diderot, Montesquieu, 1855), reprise de :
  - La Philosophie de Voltaire, avec une introduction et des notes (1848)
  - Études sur la philosophie du XVIIIe siècle. Diderot (1851)
  - Études sur la philosophie du XVIIIe siècle. Montesquieu (1852)
- Essai sur la providence (1853)
- Mesmer et le magnétisme animal (1853) Texte en ligne
- Lettres sur l'enseignement (1857)
- Littérature et morale (1861)
- Questions actuelles (1862)
- Essais de philosophie et de morale (2 volumes, 1864)Texte en ligne
- Morale et politique (1868)
- Libre philosophie, Éd. Germer Baillière, coll. « Bibliothèque de philosophie contemporaine », 1868
- Études et discours (1868-1878), 1879
- Questions d'enseignement, études sur les réformes universitaires, 1880
- Conseils d'enseignement, de philosophie et de politique, 1897
- Ernest Bersot, fragments de ses lettres à sa famille de 1836 à 1871, 1913

### Sources
Les éléments biographiques de l'article sont principalement issus de :
- Théodore Reinach, « Ernest Bersot », La Nouvelle Revue, tome 3, 1880, p. 602-633